# Közvetett szén-dioxid-kibocsátás-csökkentés
Közvetett szén-dioxid-kibocsátás-csökkentés olyan megoldások alkalmazása során jön létre, amikor az energiatermelés nem jár CO2-kibocsátással (szén-dioxid-kibocsátással). Ilyen megoldás az energiahatékonyság növelése, valamint a tiszta vagy alacsony szén-dioxid-kibocsátású technológiák használata, úgymint a megújuló energiaforrás alapú és a nukleáris energiatermelés. A közvetett szén-dioxid-kibocsátás-csökkentés tonnában kifejezett értéke azt mutatja, hogy ha hagyományos fosszilis tüzelőanyaggal működő erőművekkel állítottuk volna elő az energiát, akkor melléktermékként évente mennyi CO2-t bocsátottunk volna ki.

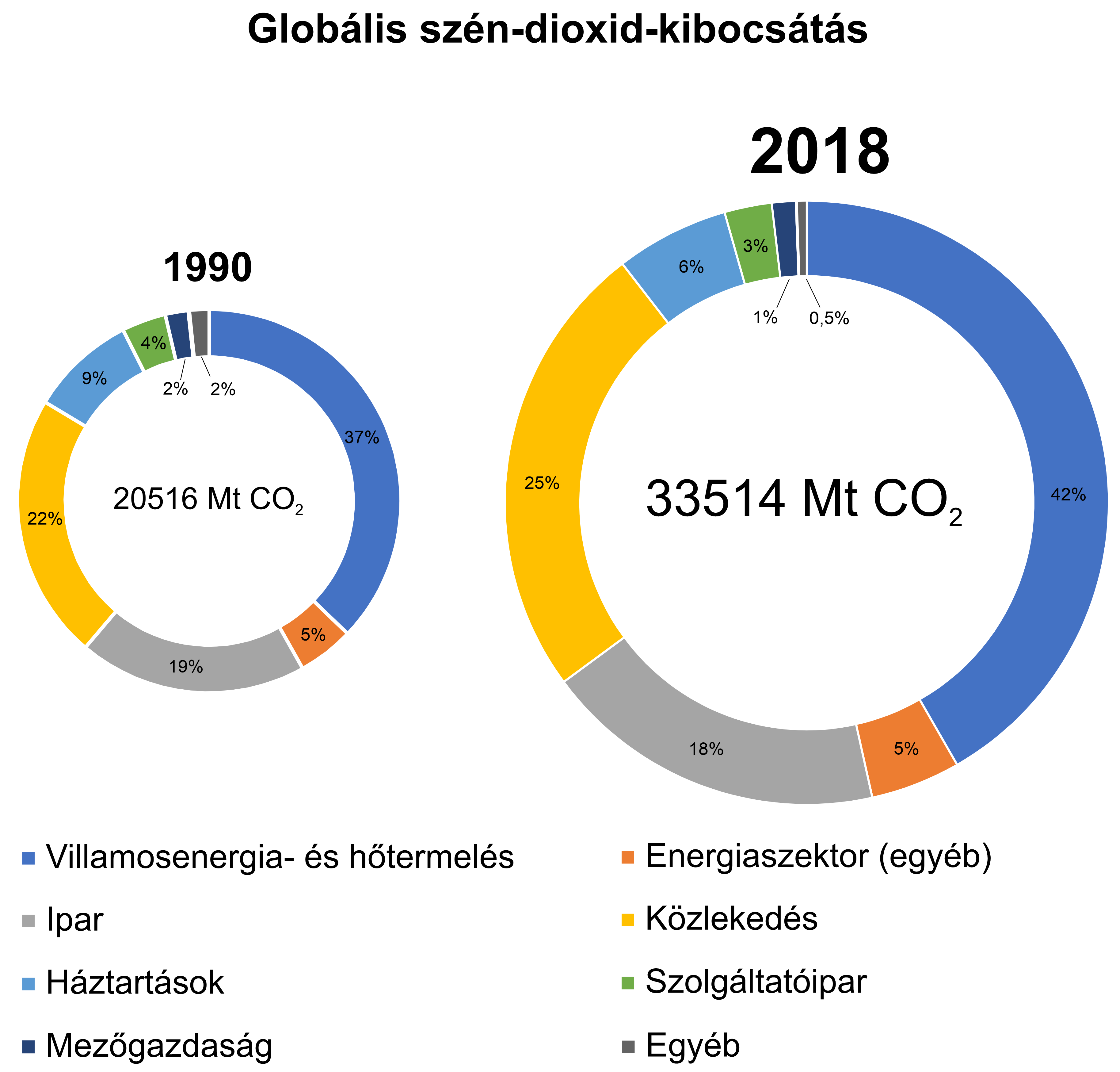
Nemzetközi viszonylatban 2018-ra több mint 63%-kal nőtt az energiafelhasználáshoz (energiaszektorhoz) kötődő szén-dioxid-kibocsátás az 1990-es adatokhoz képest.

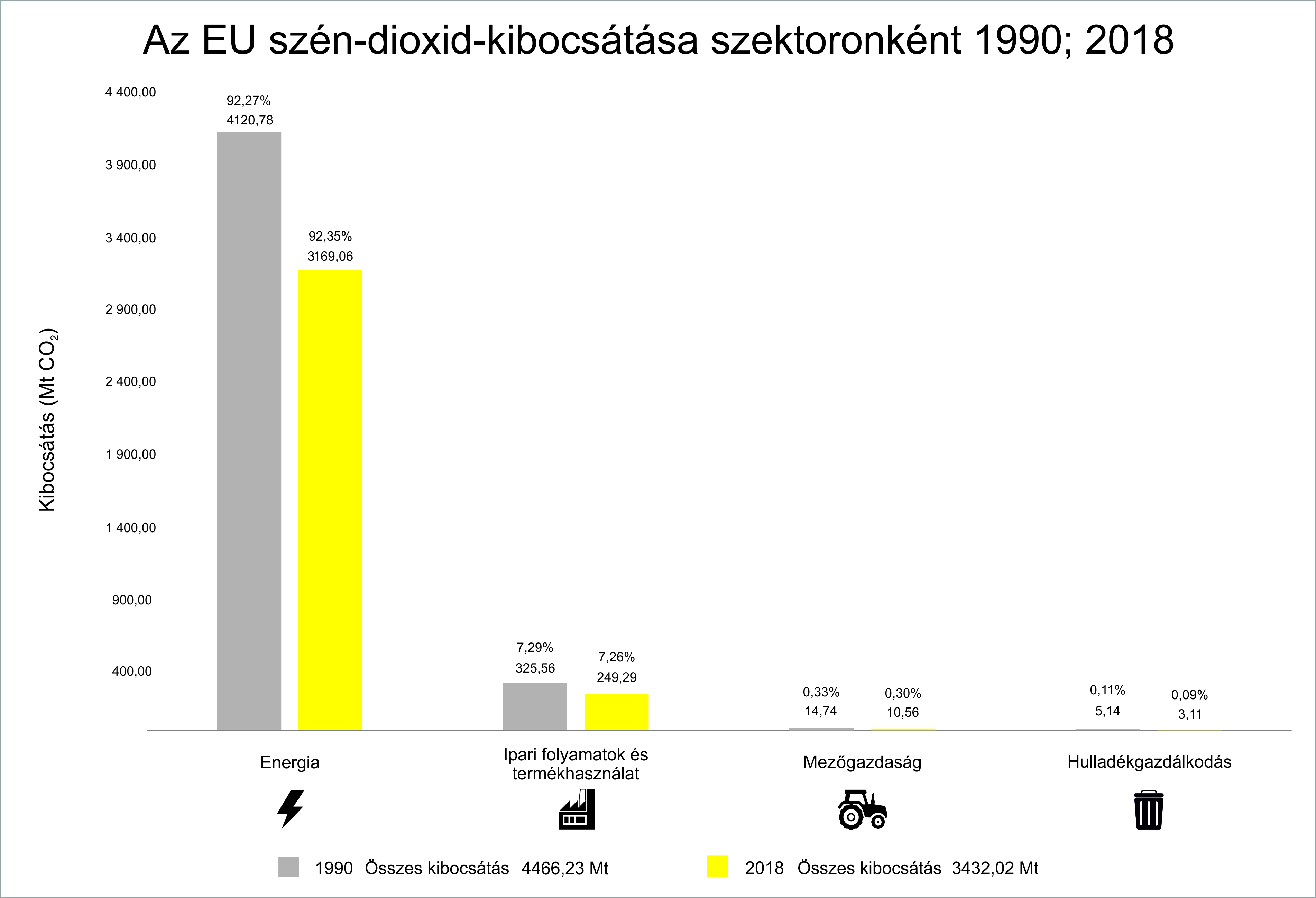
Az Európai Unió egészére nézve az 1990-es bázisévhez viszonyítva 2018-ra 23,1%-kal csökkent az energiaszektorhoz kötődő szén-dioxid-kibocsátás.

## A közvetett szén-dioxid-kibocsátás-csökkentés jelentősége

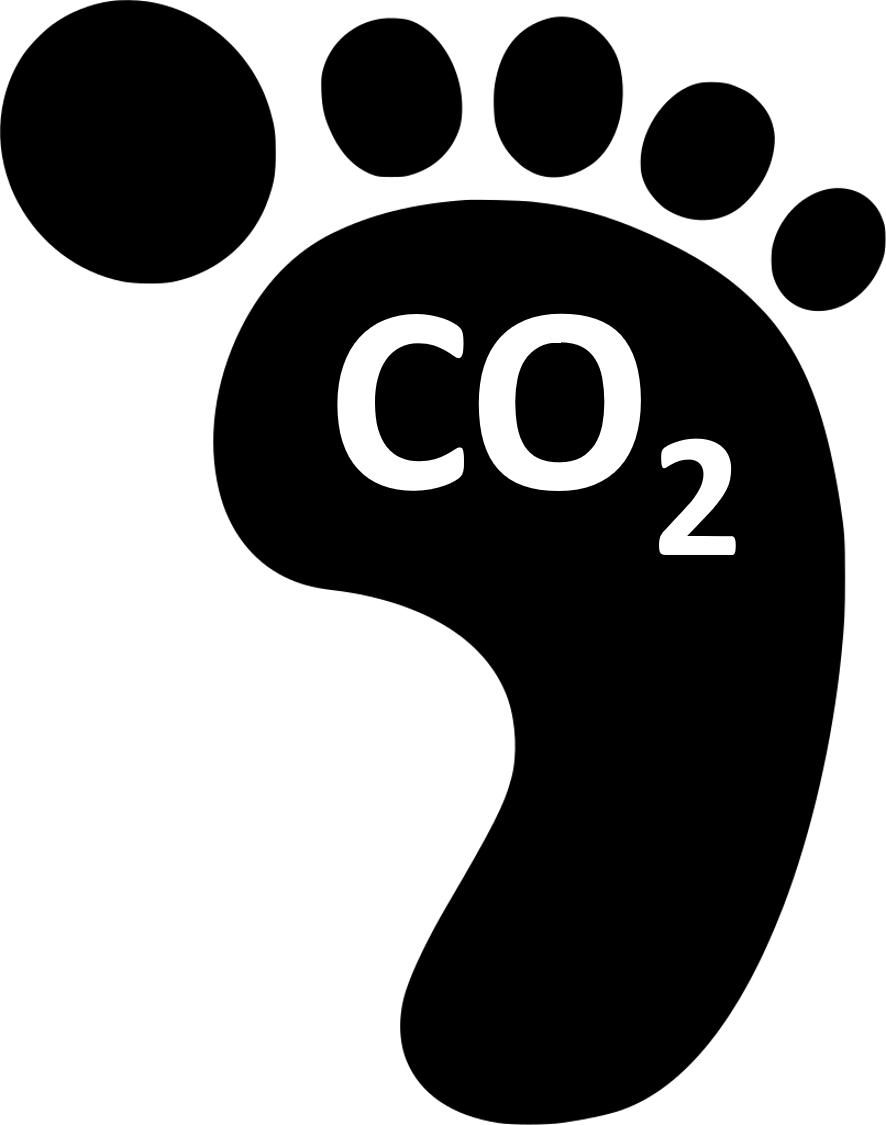
Karbonlábnyom ikon

Az energiaszektor, azon belül is a villamosenergia-termelés a felhasznált fosszilis energiahordozók (pl. kőszén, kőolaj, földgáz) révén jelentős szerepet játszik a szén-dioxid-kibocsátásban.  Ugyanakkor a villamosenergia-termelés és -felhasználás a gazdasági, technológiai és társadalmi fejlődés egyik legfontosabb ösztönzője, egyben az adott ország vagy régió fejlettségi szintjének mutatója is. Az egyre korszerűbbé váló közlekedés, a termelési-gyártási és hűtési-fűtési technológiák, valamint a szolgáltatások és eszközök miatt 2030-ig várhatóan tovább növekszik majd a globális áramigény.
Ezért kulcsfontosságú, hogy minél nagyobb arányban megújuló energiaforrások felhasználásával és karbonsemleges, vagyis szén-dioxid-kibocsátás nélküli technológiával történjen a gazdasági és társadalmi szükségleteket fedező villamos energia megtermelése.   

### Megújuló energiaforrás alapú erőművek
A karbonkibocsátások elkerülése vagy kompenzációja történhet olyan megújuló energiaforrások (jellemzően szél-, víz-, napenergia és geotermikus energia) használatán alapuló erőművek telepítése révén, amelyek kiváltják a konvencionális (kőszén, kőolaj, földgáz) energiahordozók felhasználását és működésük nem jár károsanyag-kibocsátással, vagyis nulla a kizárólag az energiatermeléshez köthető szén-dioxid-kibocsátásuk.  Ilyen megközelítésben szén-dioxid-kibocsátást csökkentő vagy kompenzáló fejlesztésként is értelmezhetők, vagyis az üzemelő erőmű által közvetett szén-dioxid-kibocsátás-csökkentés valósul meg. Egy megfelelően tervezett és kivitelezett megújuló energiaforrást hasznosító erőmű villamosenergia-termelése karbonsemleges, ami támogatni képes a klímasemlegességi célkitűzéseket is.
Fontos megjegyezni, hogy az energiatermeléshez szükséges eszközök előállítása, a szállítás és felhasználás, azaz az életciklus is CO2-kibocsátással jár. Mindez ugyan eltörpül az erőművek szén-dioxid-kibocsátás-csökkentő hatása mellett, azonban ezzel az emisszióval is számolni kell.
A megújuló energiaforrások az éves magyar villamosenergia-termelés kicsivel több mint egy tizedét teszik ki, azonban a világ többi országához hasonlóan nálunk is egyre nagyobb teret hódít a Napból származó energia közvetlen áramtermelésre való hasznosítása. A fotovoltaikus napelemes technológia terjedésével exponenciálisan növekszik a napenergia részaránya a magyarországi áramtermelésre felhasznált megújulók és valamennyi energiahordozó között egyaránt.

### Nukleáris erőművek
A nukleáris erőművekkel termelt áram szintén közvetett szén-dioxid-kibocsátás-csökkentésként értelmezhető, ugyanis az atomenergia felhasználása során a reaktorban végbemenő nukleáris láncreakcióval, nem pedig energiahordozó elégetésével nyerik az áramtermeléshez szükséges hőenergiát. Az atomerőművek alkalmazásával folyamatosan (minden napszakban és az időjárástól függetlenül) és jelentős mennyiségben állítható elő tiszta villamos energia. Összességében „az atomenergia a fosszilis tüzelőanyagok alacsony szén-dioxid-kibocsátású alternatívájának számít”.

## Az erdők szén-dioxid-megkötő képessége
A légkörben lévő CO2 megkötésének leghatékonyabb és legtermészetesebb módja a zöld növények fotoszintézise során következik be, amikor a napfény energiáját felhasználva a bennük lévő klorofill segítségével átalakítják a vizet és a légkörből megkötött szén-dioxidot a saját növekedésükhöz szükséges energiát, tartaléktápanyagokat és vázanyagokat biztosító szénhidrátokká és oxigénné. A növények szén-dioxid-megkötésének intenzitása a növényzeti borítottságtól függ, így az erdők szén-dioxid-megkötése tekinthető a leghatékonyabbnak.
Az erdők természetes szénelnyelők, ugyanakkor szén-körforgalmuk két legfontosabb szakasza a szén-dioxid megkötése fotoszintézissel, valamint felszabadulása légzéssel és lebomlással, vagyis általuk oxigéntermelés és szén-dioxid-kibocsátás egyaránt megvalósul. Míg nappal a légzés és a fotoszintézis is zajlik, éjszaka csak a sejtlégzéshez kapcsolódó gázcsere történik, mely során a növény szén-dioxidot lélegez ki, miközben a szerves anyagok (szénhidrátok) elégetéséből energiát nyer. Folyamatos egyensúly áll fent a megkötés (növekedés) és a felszabadulás (légzés és lebomlás – pl. elhullajtott levelek, ágak) között. A mai erdők azonban eltávolodtak ettől a szénegyensúlytól a bennük és a környezetükben lezajló, jellemzően emberi behatásra történő jelentős változások következtében. Az erdők természetes szén-körforgalmát jelentős mértékben befolyásolja az emberi tevékenység nyomán felgyorsult klímaváltozás, ami közvetlenül érintheti a fotoszintézist és a légzést is. A levegő hőmérsékletének növekedésével párhuzamosan növekszik a légzési folyamatok intenzitása, így egyre több vízgőz és szén-dioxid kerül a levegőbe, ráadásul a talajban lévő szerves anyagok lebomlási sebessége is felgyorsul, ami tovább növeli a levegőbe kerülő szén-dioxid mennyiségét. A fák és növények képesek hozzászokni a levegő megnövekedett szén-dioxid-tartalmához – egy határig fokozódhat a szén-dioxid-megkötés –, azonban többlet szén-dioxid megkötésére nem képesek.
Az éghajlati övezettől, az erdőt alkotó fafajtáktól és azok korától, a talajtípustól és számos egyéb tényezőtől függően, 1 hektár erdő évente átlagosan 1-10 tonna szén-dioxidot képes megkötni. Ez Európában hektáronként átlagosan 5 tonna szén-dioxidot jelent, hazánk erdői pedig évente mintegy 5-6 millió tonna/ha üvegházhatású gáz megkötésére képesek.

## A közvetett szén-dioxid-kibocsátás-csökkentés számításának alapjai
A közvetett szén-dioxid-kibocsátás-csökkentés számításakor a megbízható és összehasonlítható adatok érdekében nemzetközi egyezményeken alapuló módszertant, sztenderdeket és emissziós faktorokat (EF) kell követni. Az EF egy olyan együttható, mely lehetővé teszi egy adott tevékenységi adat üvegházhatású gáz-emisszióra (ÜHG-emisszióra) való átváltását. Ez az adott forrás átlagos kibocsátási mértéke a tevékenység vagy folyamat egységeihez viszonyítva. Az EF az emberi tevékenységhez kapcsolódó ÜHG-kibocsátás összege szén-dioxid-egyenértékben kifejezve, melyet a CO2-egyenérték/referenciaáram mértékegységben tudunk megadni.
Egy karbonsemleges erőmű közvetett szén-dioxid-kibocsátás-csökkentése kiszámítható az emissziós faktorok és az adott karbonsemleges erőmű által termelt évi villamosenergia-mennyiség segítségével. Ez alapján pedig meghatározható, hogy az adott erőműnek a közvetett CO2-kibocsátás-csökkentése hány darab fa karbonmegkötő képességével egyenlő mértékű, azaz hány darab fát kellene elültetni, ha ugyanezt a megtermelt évi villamosenergia-mennyiséget egy konvencionális erőmű termelné meg és ha az ebből fakadó kibocsátott szén-dioxid-mennyiséget kellene ellentételeznünk.
Emellett kiszámítható az is, hogy hány darab személygépjármű forgalomból való kivonásával ér fel egy karbonsemleges erőmű közvetett szén-dioxid-kibocsátás-csökkenése.

### Példák
Egy 10 MW névleges teljesítményű fotovoltaikus napelempark közvetett szén-dioxid-kibocsátás-csökkentése
Megjegyzés: A példák egyszerűsített számításon alapulnak, körülbelüli értékbecslésre szolgálnak. Fotovoltaikus rendszerek esetén csak a napelemek előállításánál és azok telepítése során történik szén-dioxid-kibocsátás.
- Referencia alapkibocsátás (a termelő napelempark éves szén-dioxid “megtakarítása” az adott villamosenergia-hálózatban)

rBE = EG • EFgrid = 16 405 081 kWh/év • 0,32 kgCO2/kWh = 5 249 626 kgCO2/év
ahol
rBE (reference Baseline Emission) a referencia alapkibocsátás (kgCO2/év),
EG (electricity generation) a 10 MW-os napelempark által megtermelt évi villamosenergia-mennyiség (kWh/év),
EFgrid (emission factor) az adott villamosenergia-hálózatra jellemző emissziós faktor (kgCO2/kWh).
- Projekt kibocsátás (10 MW-os napelemparkkal járó CO2 emisszió)

PE = EG • EFsun = 16 405 081 kWh/év • 0,03 kgCO2/kWh = 492 152 kgCO2/év
ahol
PE (project emission) a projekt kibocsátás (kgCO2/év),
EG (electricity generation) a 10 MW-os napelempark által megtermelt évi villamosenergia-mennyiség (kWh/év),
EFsun (emission factor) a fotovoltaikus napelempark által használt energiaforrásra (napenergia) jellemző emissziós faktor (kgCO2/kWh).
- Közvetett szén-dioxid-kibocsátás-csökkentés

iER = rBE ‑ PE = 5 249 626 kgCO2/év - 492 152 kgCO2/év = 4 757 474 kgCO2/év
ahol
iER (indirect Emission Reduction) a közvetett szén-dioxid-kibocsátás-csökkentés (kgCO2/év),
rBE (reference Baseline Emission) referencia alapkibocsátás (kgCO2/év),
PE (Project Emission) a projekt-kibocsátás (kgCO2/év).
Tehát egy 10 MW névleges teljesítményű napelempark közvetett szén-dioxid-kibocsátás-csökkentése 4 462 182 kgCO2/év, azaz évente közel 4500 tonna szén-dioxid kibocsátásától óvja meg környezetünket.
Hány darab fa karbonmegkötő képességével egyenértékű egy 10 MW-os napelempark éves közvetett szén-dioxid-kibocsátás-csökkentése?
Megjegyzés: Ha 1 darab érett tölgyfa karbonmegkötő képessége (CCAtree): 68 kgCO2  (50 éves, egészséges fa)
- Etree = iER / CCAtree = 4 757 474 kgCO2/év / 68 kgCO2 = 69 963 db

ahol    
Etree (effect) a hatás mértéke (érett fák darabszáma),
iER (indirect Emission Reduction) a közvetett szén-dioxid-kibocsátás-csökkentés (kgCO2/év),
CCAtree (Carbon Capture Ability of tree) egy érett fa karbonmegkötő képessége (kgCO2).
Azaz 69 963 darab érett tölgyfát kellene telepíteni akkor, ha a példában szereplő napelempark által évente megtermelt villamos energiát egy konvencionális erőmű termelte volna meg, és ezt a mennyiségű kibocsátott szén-dioxidot kellene ellentételezni.
Hány darab személygépjármű közúti forgalomból való kivonásával ér fel egy 10 MW-os napelempark éves közvetett szén-dioxid-kibocsátás-csökkentése?
Megjegyzés: Ha 1 darab személyautó éves szén-dioxid-kibocsátása (CE): 2 108 kgCO2/év
CE = Személyautó kilométerenkénti szén-dioxid-kibocsátásának maximuma (2018-tól az EU-ban forgalomba helyezett személygépkocsikra vonatkozó riport szerint: 0,124 kgCO2/km) • Személyautó éves, átlag futott kilométer (2019-es magyarországi adatok szerint: 17 000 km
- Ecar = iER / CE = 4 757 474 kgCO2/év / 2 108 kgCO2/év = 2 257 db

ahol    
Ecar (effect as car) a hatás mértéke (személyautók darabszáma),
iER (indirect Emission Reduction) a közvetett szén-dioxid-kibocsátás-csökkentés (kgCO2/év),
CE (Car Emission) egy személyautó kibocsátása (kgCO2/év).
Vagyis a példában szereplő napelempark éves közvetett szén-dioxid-kibocsátás-csökkentésének mértéke olyan hatással bír, mintha 2 257 db Magyarországon használatban lévő személygépjárművet 1 évre kivonnának a magyarországi közúti forgalomból.